# Parlamentswahl in Litauen 2000
- TS (LK): 9
- LLS: 33
- LCS: 2
- MKDS: 3
- LKDP: 2
- Unabh.: 3
- Sonst.i: 4
- LLRA: 2
- NS: 28
- LVP: 4
- LRS: 3
- NDP: 3
- LDDP: 27
- LSDP: 18

Die Parlamentswahl in Litauen 2000 fand am 8. Oktober 2000 statt.

## Wahlsystem
Es wurden 141 Mandate im litauischen Parlament (Seimas) neu bestimmt. 70 wurden proportional an die Parteien vergeben, welche die 5-Prozent-Hürde übersprangen (7-Prozent-Hürde für Listenverbindungen). Die übrigen 71 wurden als Direktmandate vergeben, anders als in den beiden vorhergegangenen Wahlen allerdings in einer einzelnen Runde ohne anschließende Stichwahl. Das Wahlrecht ist somit ein Mischsystem aus Mehrheitswahl und Verhältniswahl, genannt Grabenwahlsystem. Die Legislaturperiode betrug 4 Jahre.

## Wahlergebnis
Wahlsieger mit 31,08 Prozent wurde die sozialdemokratische Koalition aus LSDP und LDDP. Auf dem zweiten Platz landete die Neue Union (Sozialliberale) (NS) mit 19,64 Prozent. Drittstärkste Kraft wurde die Liberale Union Litauens (LLS) mit 17,25 Prozent.
| Partei                                                                             | Partei                                           | Partei                                            | Partei                                           | Listenstimmen | Listenstimmen | Listenstimmen | Sitze | Sitze  | Sitze  | Sitze |
| Partei                                                                             | Partei                                           | Partei                                            | Partei                                           | Anzahl        | %             | +/−           | Liste | Direkt | Gesamt | +/−   |
| ---------------------------------------------------------------------------------- | ------------------------------------------------ | ------------------------------------------------- | ------------------------------------------------ | ------------- | ------------- | ------------- | ----- | ------ | ------ | ----- |
|                                                                                    | A.Brazausko socialdemokratinė koalicija          |                                                   | Sozialdemokratische Partei Litauens (LSDP)       | 457.294       | 29,67         | +23,07        | 11    | 7      | 18     | +6    |
|                                                                                    | A.Brazausko socialdemokratinė koalicija          | Litauische Demokratische Partei der Arbeit (LDDP) | 13                                               | 457.294       | 29,67         | +23,07        | 14    | 27     | +14    |       |
|                                                                                    | A.Brazausko socialdemokratinė koalicija          | Naujosios demokratijos partija (NDP)              | 1                                                | 457.294       | 29,67         | +23,07        | 2     | 3      | +2     |       |
|                                                                                    | A.Brazausko socialdemokratinė koalicija          | Lietuvos rusų sąjunga (LRS)                       | 3                                                | 457.294       | 29,67         | +23,07        | 0     | 3      | +3     |       |
|                                                                                    | Neue Union (Sozialliberale) (NS)                 | Neue Union (Sozialliberale) (NS)                  | Neue Union (Sozialliberale) (NS)                 | 288.895       | 18,76         | Neu           | 18    | 11     | 28     | Neu   |
|                                                                                    | Liberale Union Litauens (LLS)                    | Liberale Union Litauens (LLS)                     | Liberale Union Litauens (LLS)                    | 253.823       | 16,48         | +14,99        | 16    | 18     | 33     | +32   |
|                                                                                    | Vaterlandsbund (Konservative Litauens) (TS (LK)) | Vaterlandsbund (Konservative Litauens) (TS (LK))  | Vaterlandsbund (Konservative Litauens) (TS (LK)) | 126.850       | 8,34          | −21,46        | 8     | 1      | 9      | −61   |
|                                                                                    | Christdemokratische Union (KDS)                  | Christdemokratische Union (KDS)                   | Christdemokratische Union (KDS)                  | 61.583        | 4,00          | +0,82         | –     | 1      | 1      | ±0    |
|                                                                                    | Litauische Bauernpartei (LVP)                    | Litauische Bauernpartei (LVP)                     | Litauische Bauernpartei (LVP)                    | 60.040        | 3,90          | +2,34         | –     | 4      | 4      | +3    |
|                                                                                    | Partei der Christdemokraten Litauens (LKDP)      | Partei der Christdemokraten Litauens (LKDP)       | Partei der Christdemokraten Litauens (LKDP)      | 45.227        | 2,94          | −6,97         | –     | 2      | 2      | −14   |
|                                                                                    | Litauische Zentrumsunion (LCS)                   | Litauische Zentrumsunion (LCS)                    | Litauische Zentrumsunion (LCS)                   | 42.030        | 2,73          | −5,51         | –     | 2      | 2      | −11   |
|                                                                                    | Moderate konservative Union (NKS)                | Moderate konservative Union (NKS)                 | Moderate konservative Union (NKS)                | 29.615        | 1,92          | Neu           | –     | 1      | 1      | Neu   |
|                                                                                    | Wahlaktion der Polen Litauens (LLRA)             | Wahlaktion der Polen Litauens (LLRA)              | Wahlaktion der Polen Litauens (LLRA)             | 28.641        | 1,86          | −1,12         | –     | 2      | 2      | +1    |
|                                                                                    | Litauische Volksunion "Nur für Litauen"          | Litauische Volksunion "Nur für Litauen"           | Litauische Volksunion "Nur für Litauen"          | 21.583        | 1,40          | Neu           | –     | –      | 0      | Neu   |
|                                                                                    | Litauens Freiheitsunion (LLS)                    | Litauens Freiheitsunion (LLS)                     | Litauens Freiheitsunion (LLS)                    | 18.622        | 1,21          | −0,63         | –     | 1      | 1      | +1    |
|                                                                                    | Junges Litauen (JL)                              | Junges Litauen (JL)                               | Junges Litauen (JL)                              | 16.941        | 1,10          | −2,81         | –     | 1      | 1      | ±0    |
|                                                                                    | Bund der litauischen Nationalisten (LTS)         | Bund der litauischen Nationalisten (LTS)          | Bund der litauischen Nationalisten (LTS)         | 12.884        | 0,84          | −1,17         | –     | –      | 0      | −4    |
|                                                                                    | Sozialdemokratie 2000                            | Sozialdemokratie 2000                             | Sozialdemokratie 2000                            | 7.219         | 0,45          | Neu           | –     | –      | 0      | Neu   |
|                                                                                    | Union der Modernen Christdemokraten (MKDS)       | Union der Modernen Christdemokraten (MKDS)        | Union der Modernen Christdemokraten (MKDS)       | —             | —             | —             | –     | 3      | 3      | +3    |
|                                                                                    | Unabhängige                                      | Unabhängige                                       | Unabhängige                                      | —             | —             | —             | –     | 3      | 3      | −1    |
| Gesamt                                                                             | Gesamt                                           | Gesamt                                            | Gesamt                                           | 1.471.247     | 100           |               | 70    | 71     | 141    |       |
| Gültige Stimmen                                                                    | Gültige Stimmen                                  | Gültige Stimmen                                   | Gültige Stimmen                                  | 1.471.247     | 95,55         | +0,48         |       |        |        |       |
| Ungültige Stimmen                                                                  | Ungültige Stimmen                                | Ungültige Stimmen                                 | Ungültige Stimmen                                | 68.496        | 4,45          | −0,48         |       |        |        |       |
| Wahlbeteiligung                                                                    | Wahlbeteiligung                                  | Wahlbeteiligung                                   | Wahlbeteiligung                                  | 1.539.743     | 58,63         | +5,71         |       |        |        |       |
| Nichtwähler                                                                        | Nichtwähler                                      | Nichtwähler                                       | Nichtwähler                                      | 1.266.578     | 41,37         | −5,71         |       |        |        |       |
| Registrierte Wähler                                                                | Registrierte Wähler                              | Registrierte Wähler                               | Registrierte Wähler                              | 2.626.321     |               |               |       |        |        |       |
| Quelle: Zentrale Wahlkommission der Republik Litauen: Listenstimmen, Direktmandate |                                                  |                                                   |                                                  |               |               |               |       |        |        |       |

## Liste der Mitglieder
- Liste der Mitglieder des Seimas 2000–2004